# Gulalger
Gulalger (Chrysophyceae også set kaldet Chrysophyta, chrysophytes) er en mindre klasse af flercellede alger (ca. 750 arter), der hovedsageligt forekommer i ferskvand. De fleste arter er encellede, men kan optræde i store kolonier. De har en eller 2 svingtråde, og mange arter har (som Kiselalgerne) et ydre panser af kisel.
Gulalgen Prymnesium parvum menes at være årsagen til massedød af fisk i floden Oder 2022